# マジコン
マジコン（正式名: マジックコンピューター）とは、テレビゲームのゲームソフトをコピー（複製・バックアップ）したり、またそのコピーやイメージファイルをゲーム機で起動させるための機械（コンピュータ）の総称である。

## 概要

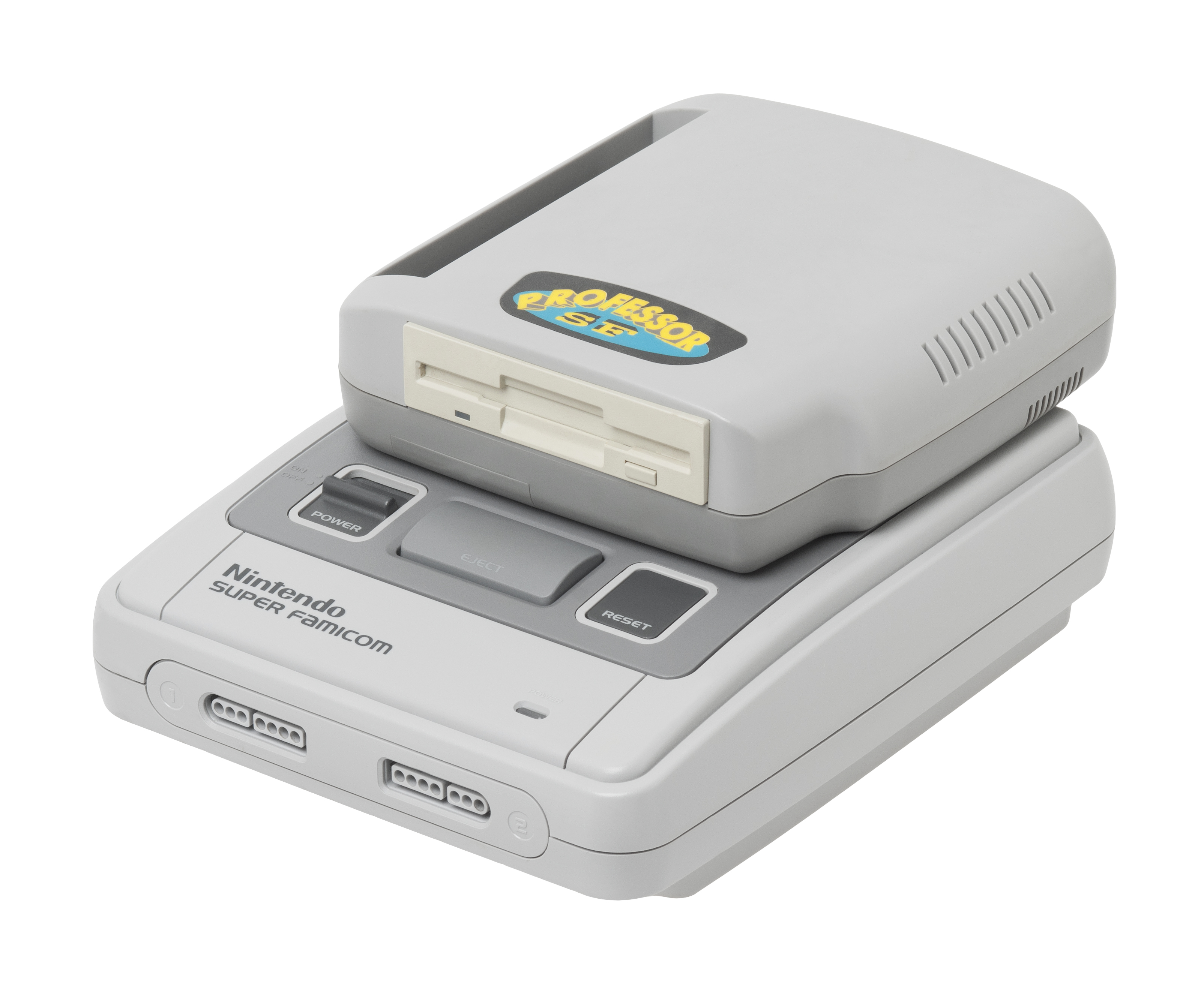
スーパーファミコンに
接続されたマジコン

ソフトウェアの交換が可能なテレビゲーム機において、ソフトウェア供給媒体そのものを真似たり、またはインターフェース（嵌合形状）を真似ることで、ソフトウェア供給媒体として機能したり、またはソフトウェア供給媒体からファイルをコピーする機能をもつ（節「主な機能」で後述）。ファミリーコンピュータ、スーパーファミコン、ゲームボーイなどのソフトウェア供給媒体（ROMカートリッジ）は特殊なインターフェースを備えているが、この特殊なインターフェイスを真似てゲーム機で使えるようにしている。
名称の由来は、フロントファーイースト社（台湾）製のスーパーファミコン用コピーツール「スーパーマジコン」から。マジコンとは“マジックコンピューター”の略である。これはフロッピーディスクにデータを移すもので、パソコンによってセーブデータのコピーを管理したり、同人ゲームのベースに流用したりなどもされた。
なお、スーパーファミコン以前にもファミリーコンピュータカセットのデータを書き換え可能な非公式カートリッジにコピーする機器や、ディスクシステムのゲームをクイックディスクや、正規ディスクに類似した形状のクイックディスクにコピーするツールも存在していた。
据え置きゲーム機用のマジコンはNINTENDO 64のものを最後に消滅しているが、携帯ゲーム機ではゲームボーイ用を初めとしてニンテンドーDSにおいて現在でも広く流通しており、問題化している（詳細は後述）。

## 主な機能
- 自作プログラムの起動
- 画像表示及び文書表示、音楽・動画の再生

## 著作権との問題
著作権の目的となっている著作物について、自身が個人的に、または家庭内およびこれに準ずる目的で複製する行為は、日本国内では著作権法30条1項（私的使用のための複製、以下「私的複製」と記述）により認められている（ただし、同条同項1号および2号に該当する場合は除く。代表的な例は"技術的保護手段の回避"がある）。私的複製の要件として、複製元の著作物の所有を求める規定はなく、所有の継続を求める規定も存在しない。また、送信可能化権や複製権を侵害した著作物の私的複製を妨げる規定も存在しない。ゲームソフトもこの著作権の目的となっている著作物に該当し、そして私的複製も認められる。著作権者の許諾なき複製物の売買や無償配布など、この私的複製の範囲を超えた目的での複製は違法となる。
自身が著作権者となる自作プログラムを動かすためにマジコンを使う場合はもちろん、前述の通り限られた範囲内でのコピー（私的複製）を目的としてマジコンを売買・所持・使用することについては著作権の観点から違反（違法性）には当たらない。この点で著作権法単独の法理では、原告側の請求通りに確実にマジコン本体の販売や流通を阻止し、あるいは刑罰の対象とすることは「実質的に」困難と考えられ、実際スペインのように原告敗訴の判決が出たケースもあった。平成11年(1999年)度改正不正競争防止法にはコピー・プロテクション迂回装置の提供を処罰する規定が導入されており、平成23年(2011年)度改正ではマジコンに関する刑事罰導入、刑事訴訟手続の措置等が行われた。

### 何が問題となるのか
自作プログラムをゲーム機で動作させるためにマジコンを利用することは何ら問題はない。問題となるのは、他者の著作物（特に市販のゲームソフト）のコピーを取り扱う場合である。
私的複製の範囲外の複製
マジコンは、上記の「私的複製の範囲」を超えた使用が可能になる点が問題となる。インターネット上ではゲームソフトのファイルが不正にまたは違法に配布されており、オリジナル（市販されているゲームソフト）を持たずともファイルを入手できる。マジコンを使用するとオリジナル（市販されているゲームソフト）と何ら変わりないプレイ環境でコピーを動作させることができるため、違法に配布されているゲームソフトのファイルをダウンロードし、それをマジコンに入れて起動すれば、市販ソフトを購入せずにプレイできる。インターネットでの不特定多数への不正配布という環境がある限り、マジコンは海賊版製品を容易に作成することができるわけである。
オリジナルを購入せずに複製されたゲームソフトのファイルを不正に入手しマジコンを利用してプレイする行為が広く行われてしまうと、その分のオリジナルの販売数が減少することに繋がる。これはゲームソフト制作会社が本来得られるはずであった利益がそれだけ損なわれるということであり、ゲームソフト制作会社にとっては権利を侵害されたことになる。
このように、マジコンの使用方法によっては著作権を直接的・間接的に侵害することになる。この不正な使用方法を重く見た場合、マジコンの製造や販売行為についても、不正行為の幇助や不正競争（不正競争防止法違反）に繋がると考えられる。（下記直接侵害と寄与侵害および規制への動きを参照）
私的複製の範囲内の複製
オリジナルが何らかの損傷を受け正常にソフトを実行できない状態に陥ることによる損害を防ぐ目的でバックアップを取りオリジナルは使用せずにコピーを1つだけ使用することは正当な行為であり権利者の利益を不当に害することはない。しかし、異なる環境下でオリジナルとコピー、またはコピー同士を同時に使用するような行為が広く無限に行われた場合、権利者の利益が不当に害される可能性が出てきてしまう。この問題を解決するために、楽曲や映像作品のデジタル著作物をコピーできるメディアは私的録音録画補償金制度の対象とされている。しかしこの制度は「記憶媒体」を特定したうえで管理対象としており、法制上マジコン（を構成する記憶媒体であるSDカード）は私的録音録画補償金制度の対象ではない。仮にこれを規制したとしても別の媒体に技術的に移行が可能であり「いたちごっこ」になる可能性がある。記憶媒体の種類ではなく「開錠機能」の提供そのものを問う必要があるのはそのためである。

### 直接侵害と寄与侵害
侵害行為には「直接侵害」「間接侵害」「寄与侵害」がある。違法配布されているファイルを入手しマジコンで起動させる行為は、違法な公衆送信を助長して侵害に寄与するという意味で、寄与侵害にあたる。日本では過去の判例に著作権法の寄与侵害が認定された例は一例もない。このため、マジコンを規制するという法文・判例解釈を行うのは難しいと見られている。あくまで著作権の侵害を行うのはマジコン製造・販売業者ではなく、本来個人用としてコピーされたデータを公衆に頒布できるようにアップロードした者（直接侵害）、あるいは交換できる場を提供した者（間接侵害ないしは侵害幇助）である。

## 日本での規制

### 輸入販売禁止と在庫廃棄
任天堂などのゲーム会社54社は、不正競争防止法を根拠に提訴（マジコン事件）。
一般的にMODチップと呼ばれるコピープロテクション解除ICチップ等、ゲームにかけられているプロテクトを意図的に解除する装置や道具の販売は、1999年10月の不正競争防止法の改正により違法となっている。このためマジコン内部にゲーム機、あるいはゲームソフトのコピープロテクションを解除する機能「のみ」が備わっていると解釈される場合にはマジコンの売買は日本国内では違法となるため、本訴訟では、マジコンがゲームソフトのコピープロテクションを解除する機能「のみ」が備わったものであるかどうかが争点になった。また、マジコンが解除するというプロテクションの対象が著作権法や特許法などで守られる目的のものであるかどうかも大きな争点になった。
2009年2月27日、東京地方裁判所はマジコン販売業者5社に対して、マジコンの輸入販売禁止と在庫廃棄を命じる判決を言い渡した。判決は任天堂などのゲームソフトメーカーの主張を全面的に認めたもので、任天堂は「マジコンに対して、今後も継続して断固たる法的措置を講じる所存です」とのコメントをした。これで日本国内での発売禁止がほぼ確定となった。
判決文では争点となった「のみ」要件について、必要最小限の規制という観点から、別の目的で製造提供されている装置が偶然プロテクション回避の機能を有している場合は除外していると解釈したうえで、争点となった被告装置は「のみ」要件を満たし、パソコンのような汎用機器、およびプロテクションに反応しない機器は「のみ」要件を満たさないとした。
しかし不正競争防止法では、判決の根拠となった2条1項11号に対する刑事罰が規定されておらず、個別の民事差止請求・損害賠償請求によらなければならないため、上記訴訟の判決確定後も、マジコンは東京・秋葉原 （アキバ）や名古屋・大須、大阪・日本橋（でんでんタウン）などでの販売がしばらく止まない状態が続いた。
ただ、文化庁の文化審議会では刑事罰規定の法改正案が審議（当初は2012年を目標に法改正を目指すと）され、2010年度中に著作権法を中心に不正競争防止法（通産省）関税法（財務省）等関連法制を改正することで、マジコン販売についてもアクセスコントロール回避に対する規制として刑事罰を導入する方針を固め、2011年12月1日に改正不正競争防止法が施行され、5年以下の懲役または500万円の罰金（又はこれを併科）の刑事罰が設けられることになった。同時期に改正された関税法により、マジコンは輸入禁制品に指定された。
今後、模倣品・海賊版拡散防止条約 (ACTA) 締結によりアメリカと同じ基準のデジタルミレニアム著作権法 (DMCA) に相当する規制を導入する事になれば、著作権保護技術を保持するためのアクセスコントロール（技術的保護手段）の回避規制が利益衡量のためにより必要となる可能性がある。

### 販売業者への訴訟
また上記訴訟とは別に、任天堂やスクウェア・エニックスなど55社が、マジコンの輸入販売会社・『ブルウィル』など4社を相手取り、不正競争防止法に基づきマジコンの販売の差止めと約4億円の損害賠償などを求め東京地裁に提訴する。
中には「見つかればすぐ逃げられる」との理由からか、マジコンを「立ち売り」する人物まで出現している。
2013年7月9日、任天堂はマジコンに対する差止等請求訴訟に関する東京地裁判決で、ゲームメーカーの主張を全面的に認められ、マジコンの輸入販売行為の差止めと当社の被った損害として総額9562万5千円の損害賠償金の支払いを命じる判決が下された、とニュースリリースで発表した。また今回の判決は輸入販売業者らの賠償責任をも肯定したものであり、ゲーム業界全体にとって重要な判決であるとしている。
その後、一部のマジコン販売業者が知的財産高等裁判所へ控訴したが、知的財産高等裁判所は2014年6月12日に控訴を棄却し、二審も任天堂などのゲーム会社54社勝訴の判決を言い渡した。さらに一部のマジコン販売業者は最高裁判所へ上告したが、最高裁は2016年1月12日に上告を棄却し、任天堂などのゲーム会社54社の訴えを認めた東京地裁判決が確定した。

## 各国での規制への動き
上記のように、マジコンは正当な行為にも使える反面で、ゲームソフト製作会社の著作権を寄与的に侵害する不正な行為にも使えてしまう。このような不正行為を根絶し著作権者の権利を保護する目的で、ゲームソフト製作会社はマジコンの流通規制を要望している。
任天堂は、ニンテンドーDS用マジコンの販売業者を相手取り各国で訴訟を起こしており、そのほとんどで勝訴判決を得ている。

### イタリア
2008年9月、任天堂はマジコンが技術的保護手段を迂回させ、インターネットで不法にダウンロードしたゲームを利用可能にしているとして、フィレンツェのマジコン販売業者PC Boxに対しニンテンドーDS用マジコンの販売停止を求めミラノ法廷に提訴した。同法廷は12月の一審、2009年3月の二審ともに任天堂の要求を認め、PC Boxにマジコンの配布を禁止する判決を言い渡した。マジコンの技術的保護手段を迂回する機能は、既に違法化されているMODチップと同様のものであると判断した。またPC Boxの、マジコンは機能性を広げることにも使われているという抗弁に対し、機能性の拡大には利用されておらず大部分が違法コピーを作成する目的で使われていると指摘した。

### スペイン
任天堂は、スペインの著作権関連法において、マジコンはデジタル著作物のプロテクト迂回禁止条項に抵触しているとして、ニンテンドーDS用マジコンの製造・販売停止を求めスペインの裁判所に提訴した。しかし任天堂側の訴えは却下された。マジコンはプロテクト迂回機能を持ち合わせるものもあるが、不正入手したソフトウェアを動作させることのみに利用されるものではなく自作プログラムの起動など正当な使い方もできることを裁判所が重視し、製造・販売は問題ないという判決を出した。この判決はのちに覆され、有罪となった。

### フランス
任天堂は、フランスのマジコン販売業者に対しニンテンドーDS用マジコンの販売停止を求め、フランスの裁判所に提訴した。一審ではスペインでの判決と同様にマジコンは合法的な使い方もできることを重視し、任天堂の訴えを棄却した。この判決は控訴審において覆され、マジコンの販売、頒布を行った6社に対して罰金刑と任天堂への損害賠償、一部の被告に対しては、執行猶予付きの懲役刑が言い渡された。

### イギリス
イギリスではマジコンを輸入・販売した者に懲役12カ月の実刑判決が出ている。
また任天堂がイギリスで起こしたマジコン裁判で、イギリス高等法院はマジコン販売会社に対し、マジコンをイギリス国内に輸入・宣伝・販売することを違法とする判決を下した。任天堂は既にマジコン業者と法廷外で和解していたが、英著作権法がマジコンにも適用されると明確にする判決を求めていた。被告側は、マジコンには自作ソフトを実行するなどの合法的な用途もあると主張し争点となったが、同法廷は判決において、自作ソフトを実行するには任天堂のプロテクトを破らなくてはならず、それが侵害行為に当たると判断した。イギリスでは2004年にMODチップの販売、広告、使用、商用目的での所有を違法とする判決が出ている。

### オーストラリア
任天堂は、オーストラリアのマジコン販売業者であるRSJ IT Solutionsを、オーストラリアの裁判所に提訴した。オーストラリアではマジコンの販売に関する法律が未整備だが、裁判所はマジコン販売が任天堂の知的所有権を侵害したと裁定し、RSJ IT Solutionsに52万オーストラリアドル(約4160万円)の支払いと輸入元について明らかにするように命じた。この判決を受け、オーストラリア税関国境警備局は税関でマジコンの押収を行った。

### その他の国
ドイツ、ベルギー、オランダ、韓国、台湾で違法判決が下されている。

## ゲーム機毎の特徴

### ゲームボーイアドバンス
GBAのROMカートリッジは任天堂が意匠権を取得しているため、カートリッジと同様の形状をしたマジコンはそのほとんどが部分意匠に抵触するとされ、販売できなくなった。よって現在は意匠権に抵触しないマジコンが発売されている。
なお、部分意匠の嵌合形状（即ち規格に該当）そのものは意匠権の対象とはなっておらず、意匠法が守る対象ではないとされる。意匠登録によって保護を受けるためには視覚を通じて美感を起こさせる（意匠法2条）ものである必要がある。
DS版のマジコンが登場してからは主に吸い出し用として用いられることが多く、ゲームで遊ぶ為ではなく吸い出しに特化したマジコンも多く出回った。

### ニンテンドーDS
従来のGBAカートリッジ型マジコンからDSソフトを起動するには、別売のDSカード型の起動カードやDSのファームウェアを特殊な方法で入れ替えることが必要だった。ファームウェアの改造は任天堂の保証外になり、修理などのサポートが受けられなくなる。このようにマジコンを使うにあたっては、複雑な準備が要求されたが、現在はDSカード型の筐体にカードリーダーあるいはフラッシュメモリを内蔵したマジコンの出現により、特に改造も必要なく、普通のゲームソフトと同じように起動が可能となっている。
多くの製品はminiSDやmicroSDに対応しており、プレーヤーやエミュレータをパソコンからインストールしてDSで動画や音楽の視聴をしたり、ファミリーコンピュータ等のゲームをプレイしたりできるようになる。また、製品によっては「吸出し機能」がついていて、ゲームデータやセーブデータをコピーすることができる。
この「吸出し機能」により、ゲームの不正コピーが横行している。しかし、ソフトウェア側での対策も進められており、『ドラゴンクエストV 天空の花嫁』『大合奏!バンドブラザーズDX』『ポケットモンスター ブラック・ホワイト』など数々の作品で対策が取られている。これらのソフトをマジコンから起動しようとするとゲームが起動しない、ゲーム中フリーズする、ゲームが進行不可能になる、セーブデータが破損するなどの現象が起きる。このように対策を講じても、ファームウェアを更新してそれらのゲームを起動できるようにしている場合もある。
前述した2009年2月27日のマジコン事件の提訴後、マジコン販売業者が次々と閉鎖していった。また、2008年11月1日発売のニンテンドーDSiには、マジコン対策が施された。
これらの違法データによる被害は、2008年8月に発表されたコンピュータソフトウエア著作権協会の調査結果によれば、Winnyにより流出したDSソフトは、185万7988本、2008年12月までに海外サイトでダウンロードされた違法データの数は、累計約1億1200万本件にのぼり被害額3000億円以上と計算される。
楽天は上記訴訟が提起された段階で楽天オークションへのマジコンの出品を禁止していた が、Yahoo! JAPANも東京地裁判決を受けてYahoo!オークションへのマジコンの出品を禁止した。
さらに、任天堂はファームウェア側で対策を施すことで、DSiでマジコンが動作しないようにする対策に乗り出し、DS Liteで動いていたマジコンのほとんどが起動できなくなった。そして、ニンテンドー3DSは発売当初からソフト図鑑の履歴に残す対策を施し、マジコンの使用履歴が残った3DSはサポート・修理・ファームウェアアップデートが一切できなくなる対策を施した。
DS版のマジコンは、DS自体が世界的に人気であり非常に普及していた為、需要があったのか他のゲーム機よりも圧倒的に種類が多く、発売から数十年経った現在でも新型が開発されている。
初期のDS版マジコンは基本的にSLOT-1に対応したマジコンでソフトを吸い出し、SLOT-2に対応したマジコンでソフトを起動するといった併せて使うことがオーソドックスな使い方になっていた。その為、この頃からSLOT-1マジコンはプログラムの起動より、吸い出し機能の充実が先行するようになった。
そして後期になり、高性能なSLOT-1マジコンが発売され、前述した吸い出し機能、RTS (リアルタイムセーブ)、DLDI自動パッチ、また正規品には無かった「どこでもセーブ」や「スローモーション」、「ゴールドフィンガー」などの機能を持ったものも登場している。
動画や音楽を視聴することに特化したマジコンや、発光ダイオードを搭載した個性的なマジコンも存在する。

### ニンテンドー3DS
3DS版のマジコンは、DS版のマジコンより複雑なシステムを持つものが多く、種類によっては2枚のマジコンを使用するものもある。
3DSはCFW(カスタムファームウェア)による改造やソフト起動が主流となった為、予め厳しい対策がされているマジコン自体が衰退傾向にあった。

## 類似する機器等
PlayStation・セガサターンなどのCD-ROMを媒体にしたゲーム機にも、マジコンに類するものがある。
PlayStation
本体の基板上にプロテクト解除機能を書き込んだワンチップマイコンを取り付けて、CD-Rにコピーしたソフトを動かすMODチップが存在していた。改造をせずとも、拡張コネクタに接続してプロテクト回避する機器も存在していた。
PlayStation 2でもMODチップが存在している。
PlayStation 3もソニー非公認のソフトを動作させるためのUSBドングル等が存在している。
セガサターン
CDドライブとメイン基板の中間に接続する「サターンキー」なるプロテクト回避装置が存在していた。
Wii
Wiiではハードディスクを取り付けることで、ディスクを入れずにゲームをすることが可能。
PlayStation Vita
Vitaのカセット型の起動カードにデータの入ったmicroSDカードを挿入することでソフトを動かすことが可能。
Nintendo Switch 2
MIGフラッシュカートリッジ(microSDカード対応の非公式カートリッジ、元々は前世代機のNintendo Switch用でNintendo Switch 2には後方互換で対応）を使った複数のユーザーが、エラーコード「2134-4508」により本体のオンラインサービスへのアクセスを永久的にBANされた事例がある。